# Distrito de San Andrés de Tupicocha

Provincia de Huarochirí en el Departamento de Lima, Perú

El Distrito de Tupicocha es uno de los treinta y dos distritos de la Provincia de Huarochirí en el Departamento de Lima, bajo la administración del Gobierno Regional de Lima-Provincias, Perú.
Dentro de la división eclesiástica de la Iglesia Católica del Perú, pertenece a la Vicaría IV de la Diócesis de Chosica

## Historia
El distrito fue creado mediante Ley n.º 9875 del 31 de diciembre de 1943, en el primer gobierno del Presidente Manuel Prado Ugarteche.

## Geografía
Abarca una superficie de 83,35 km².
El investigador huarochirano Daniel López Mazzotti describe como principales atractivos a sus quipus milenarios que aún son usados por los comuneros, más como una insignia que como quipus en sí y por supuesto, sus lagunas (muy accesibles): "ya pasando Tupicocha se llega a la entrada del anexo de Cullpe a 3700 msnm y junto a la carretera hay una quebrada en la que se han formado una serie de represamientos formando lagunas artificiales muy accesibles: Yanasiri I, Yanasiri II y Oruri".

## Autoridades

### Municipales
- 2015 - 2018[2]
  - Alcalde: Mesías Teodoro Rojas Melo, Movimiento Patria Joven (PJ).
  - Regidores: Demetrio Chumbipuma Camilo (PJ), Ilibrando Medina Ricce (PJ), Pilar Yubid Laymito Rueda (PJ), Fortunato Rojas Rojas (PJ), Margarito Romero Alberco (Unidad Cívica Lima).
- 2011 - 2014[3]
  - Alcalde:  Mesías Teodoro Rojas Melo, del Partido Democrático Somos Perú (SP).[4]
  - Regidores: Heriberto Julián Rojas Llaullipoma (SP), María Doris Alberco Vilcayauri (SP), Mauro Medina Espíritu (SP), Patricia Pilar Ávila Laymito (SP), Jorge Rojas Javier (Concertación Para El Desarrollo Regional).
- 2007 - 2010[5]
  - Alcalde: Mesías Teodoro Rojas Melo, Partido Democrático Somos Perú.
- 2003 - 2006
  - Alcalde: Vicente Armando Rojas Capistrano, Alianza electoral Unidad Nacional.
- 1999 - 2002
  - Alcalde: Roy Antonio Vilcayauri Segura, Movimiento independiente Opción Huarochirana.
- 1996 - 1998
  - Alcalde: Roy Antonio Vilcayauri Segura, Lista independiente n.º 15 Nuevo San Andrés.
- 1993 - 1995
  - Alcalde: Erasmo Rojas Camilo, Partido Acción Popular.
- 1990 - 1992
  - Alcalde: Inocente Rojas Alberco, Alianza Izquierda Unida.
- 1987 - 1989
  - Alcalde: Abelardo Macario Ávila Obispo, Partido Aprista Peruano.
- 1984 - 1986
  - Alcalde: Favio Alberco Vilcayauri, Partido Acción Popular.
- 1981 - 1983
  - Alcalde: Abraham Espíritu Vilcayauri, Partido Acción Popular.

### Policiales
- Comisaría de  San Andrés de Tupicocha
  - Comisario: Mayor PNP.[6]

### Religiosas
- Diócesis de Chosica[7]
  - Obispo: Mons. Norbert Klemens Strotmann Hoppe M.S.C.
- Parroquia San Juan Bautista - Capilla San Andrés[8]
  - Párroco: Pbro. Oscar Yangali García
  - Vicario parroquial: Pbro. David Choquemaqui Quispe

## Educación

### Instituciones educativas
- I.E. Cesar Vallejo

## Festividades
- Agosto: Virgen de la Asunción
- Noviembre: San Andrés
- Enero: Bajada de Reyes